# Heinrich Blücher
Heinrich Blücher (né le 29 janvier 1899 à Berlin et mort le 31 octobre 1970 dans l'Upper West Side (Manhattan, New York) est un philosophe allemand. Il fut le deuxième mari de Hannah Arendt.

## Biographie
Heinrich Blücher naît à Berlin. Mobilisé en 1917, il participe en novembre 1918 à un conseil ouvrier, au cours de la révolution allemande. Il adhère à la Ligue spartakiste, puis au Parti communiste d'Allemagne créé par les spartakistes. Opposé à l'évolution stalinienne du parti, il rejoint à la fin des années 1920 le Parti communiste d'Allemagne - opposition (KPD-O).
En 1933, il fuit le régime nazi, se réfugie en Tchécoslovaquie, puis en France. Il rencontre Hannah Arendt à Paris.
Il est interné de septembre à décembre 1939 par les autorités françaises, du fait de sa nationalité étrangère.
Il se marie avec Hannah Arendt le 16 janvier 1940, et ils fuient vers les États-Unis. Autodidacte, il y donne des conférences à la New School for Social Research de New York, puis enseigne la philosophie à Bard College, où se trouvent conservées ses archives et où il sera inhumé ainsi qu'Hannah Arendt.
Certaines de ces archives sont partiellement disponibles en français.

## Dans la fiction
Dans le film Hannah Arendt (2012), son rôle est joué par Axel Milberg.